# Quietness
Quietness (укр. Тиша) — музичний твір Бена Джонстона, написаний 1996 року.
Quietness — коротка двохвилинна музична композиція для голосу та струнного квартету, написана 1996 року. Бен Джонстон написав її після смерті свого колеги, композитора Сальваторе Мартірано (1927—1995), з яким він працював в Університеті Іллінойсу, та присвятив її Мартірано. Текст композиції взятий із вірша перського поета Джалаледдіна Румі. Її музика є мікротоновою, заснована на обертонах від ноти «ля», та містить інтервали, що є 13-ю, 14-ю, 15-ю та 16-ю гармоніками.
Композиція Quietness була записана 15 березня 2012 року в студії Tanner-Monagle в Мілвокі. Інструментальні партії виконав Кеплер-квартет, а голос записав сам Джонстон. 2016 року запис увійшов до альбому Кеплер-квартету, останньому в серії з трьох релізів, які містили всі десять струнних квартетів Джонстона. Quietness закінчує альбом, який окрім цього містить записи Шостого, Сьомого та Восьмого квартетів Джонстона. «Яке зворушливо стримане закінчення одного з найвидатніших циклів струнних квартетів XX століття» — написав про Quietness музичний критик та колишній учень Джонстона Кайл Ганн.